# فهرست وابسته‌های دیپلماتیک عراق

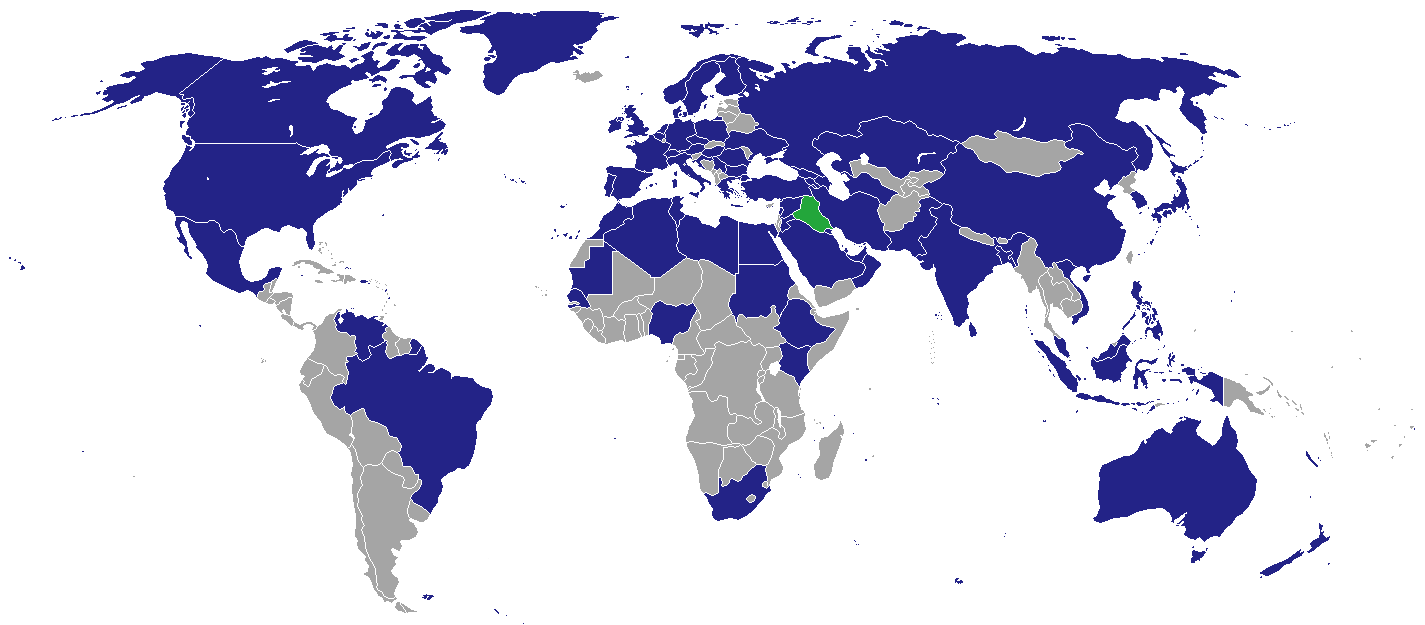
نقشهٔ وابسته‌های دیپلماتیک عراق

این مقاله شامل فهرست وابسته‌های دیپلماتیک عراق است. 

## آفریقا
- الجزایر
  - الجزیره (سفارت)
- مصر
  - قاهره (سفارت)
- کنیا
  - نایروبی (سفارت)
- لیبی
  - طرابلس (سفارت)
- موریتانی
  - نواکشوت (سفارت)
- مراکش
  - رباط (مراکش) (سفارت)
- نیجریه
  - آبوجا (سفارت)
- سنگال
  - داکار (سفارت)
- آفریقای جنوبی
  - پرتوریا (سفارت)
- سودان
  - خارطوم (سفارت)
- تونس
  - تونس (شهر) (سفارت)

## آمریکا
- برزیل
  - برازیلیا (سفارت)
- کانادا
  - اتاوا (سفارت)
  - مونترآل (سرکنسولگری)
- مکزیک
  - مکزیکوسیتی (سفارت)
- ایالات متحده آمریکا
  - واشینگتن، دی.سی. (سفارت)
  - دیترویت (سرکنسولگری)
  - لس آنجلس (سرکنسولگری)
- ونزوئلا
  - کاراکاس (سفارت)

## آسیا
- ارمنستان
  - ایروان (سفارت)
- جمهوری آذربایجان
  - باکو (سفارت)
- بحرین
  - منامه (سفارت)
- بنگلادش
  - داکا (سفارت)
- چین
  - پکن (سفارت)
- گرجستان
  - تفلیس (سفارت)
- هند
  - دهلی نو (سفارت)
- اندونزی
  - جاکارتا (سفارت)
- ایران
  - تهران (سفارت)
  - اهواز (سرکنسولگری)
  - کرمانشاه (سرکنسولگری)
  - مشهد (سرکنسولگری)
- ژاپن
  - توکیو (سفارت)
- اردن
  - امان (سفارت)
- قزاقستان
  - نورسلطان (سفارت)
- کویت
  - کویت (شهر) (سفارت)
- لبنان
  - بیروت (سفارت)
- مالزی
  - کوالا لامپور (سفارت)
- عمان
  - Muscat (سفارت)
- پاکستان
  - اسلام‌آباد (سفارت)
- فیلیپین
  - مانیل (سفارت)
- قطر
  - دوحه (سفارت)
- عربستان سعودی
  - ریاض (سفارت)
  - جده (سرکنسولگری)
- کره جنوبی
  - سئول (سفارت)
- سری‌لانکا
  - کلمبو (سفارت)
- سوریه
  - دمشق (سفارت)
  - حلب (سرکنسولگری)
- ترکیه
  - آنکارا (سفارت)
  - غازی عینتاب (سرکنسولگری)
  - استانبول (سرکنسولگری)
- امارات متحده عربی
  - ابوظبی (سفارت)
  - دبی (سرکنسولگری)
- یمن
  - صنعا (سفارت)

## اروپا
- اتریش
  - وین (سفارت)
- بلژیک
  - بروکسل (سفارت)
- بلغارستان
  - صوفیه (سفارت)
- کرواسی
  - زاگرب (سفارت)
- جمهوری چک
  - پراگ (سفارت)
- دانمارک
  - کپنهاگ (سفارت)
- فنلاند
  - هلسینکی (سفارت)
- فرانسه
  - پاریس (سفارت)
- آلمان
  - برلین (سفارت)
  - فرانکفورت (سرکنسول‌گری)[۱]
- یونان
  - آتن (سفارت)
- سریر مقدس
  - رم (سفارت)[note ۱]
- مجارستان
  - بوداپست (سفارت)
- ایتالیا
  - رم (سفارت)
- هلند
  - لاهه (سفارت)
- نروژ
  - اسلو (سفارت)
- لهستان
  - ورشو (سفارت)
- پرتغال
  - لیسبون (سفارت)
- رومانی
  - بخارست (سفارت)
- روسیه
  - مسکو (سفارت)
- صربستان
  - بلگراد (سفارت)
- اسپانیا
  - مادرید (سفارت)
- سوئد
  - استکهلم (سفارت)
- سوئیس
  - برن (سوئیس) (سفارت)
- اوکراین
  - کی‌یف (سفارت)
- بریتانیا
  - لندن (سفارت)
  - منچستر (سرکنسولگری)

## اقیانوسیه
- استرالیا
  - کانبرا (سفارت)
  - سیدنی (سرکنسولگری)

## سازمان‌های چندجانبه
- قاهره (نمایندگی دائم در اتحادیه کشورهای عرب)
- ژنو (مأموریت دائمی در سازمان ملل متحد و دیگر سازمان‌های بین‌المللی)
- نیویورک (مأموریت دائمی در سازمان ملل متحد)
- پاریس (مأموریت دائمی در یونسکو)

## نگارخانه

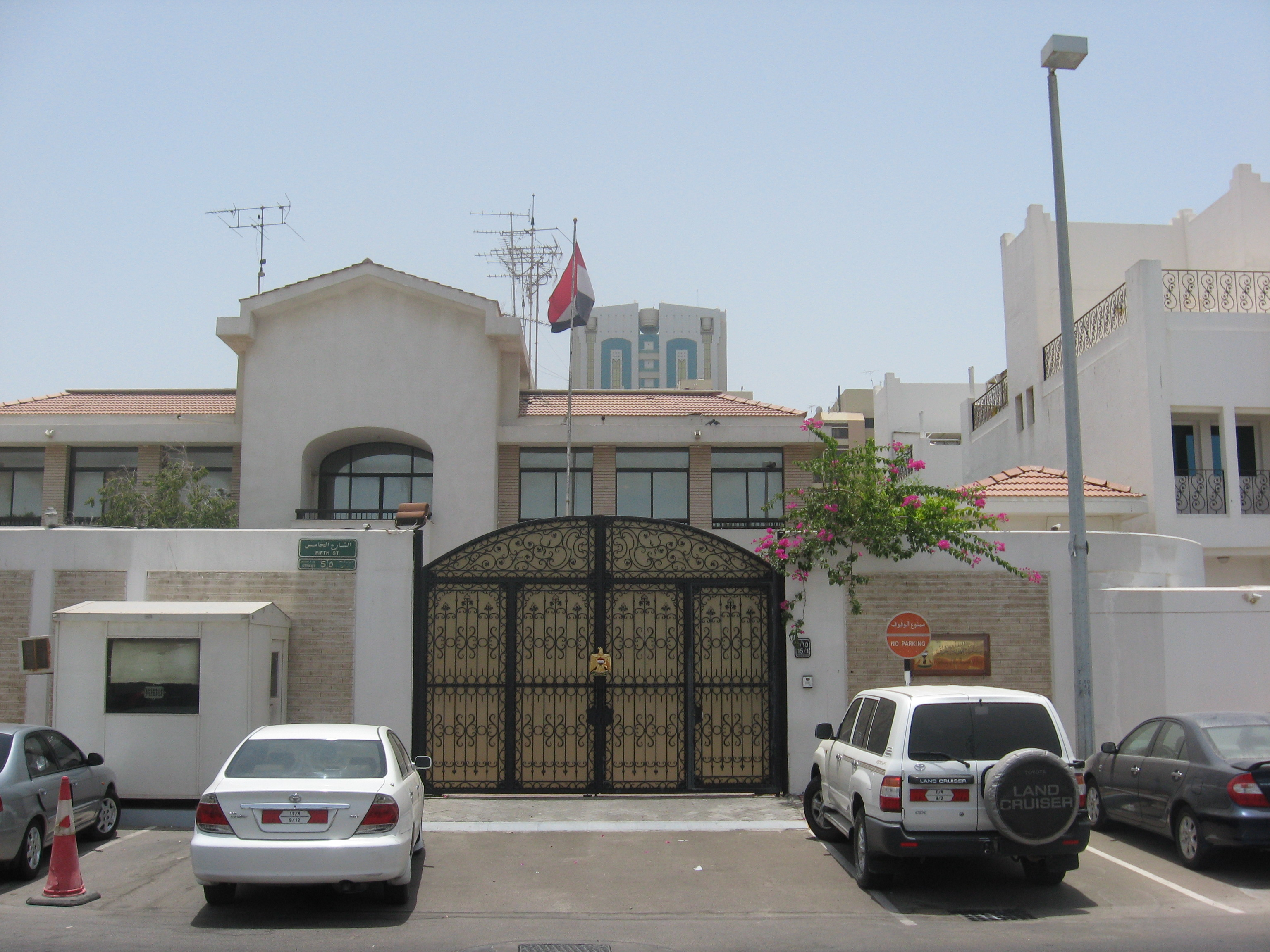
سفارت‌خانهٔ عراق در ابوظبی
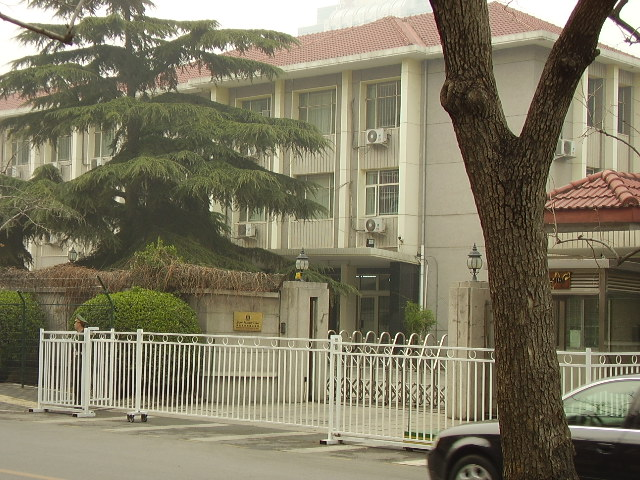
سفارت‌خانهٔ عراق در پکن
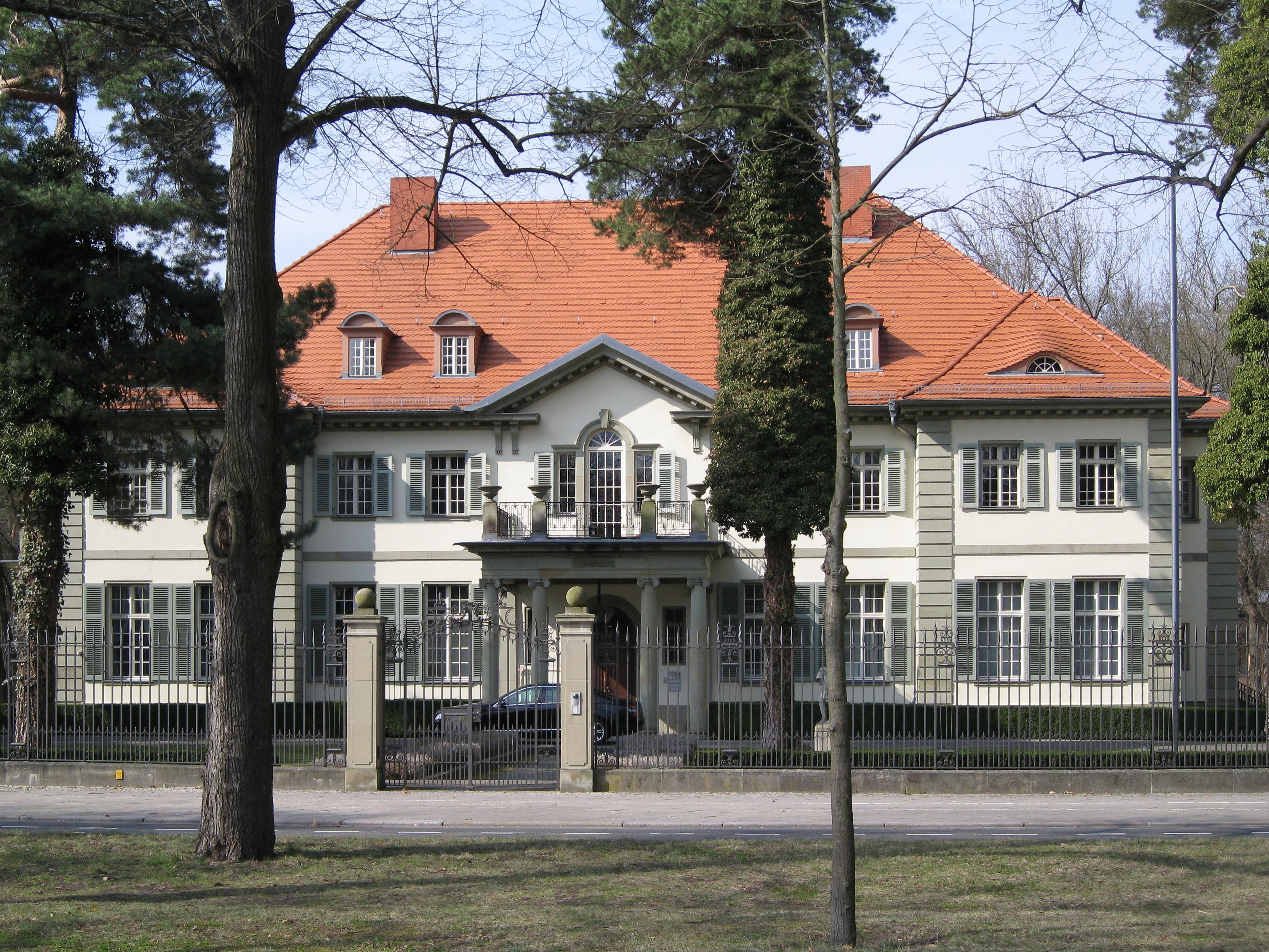
سفارت‌خانهٔ عراق در برلین
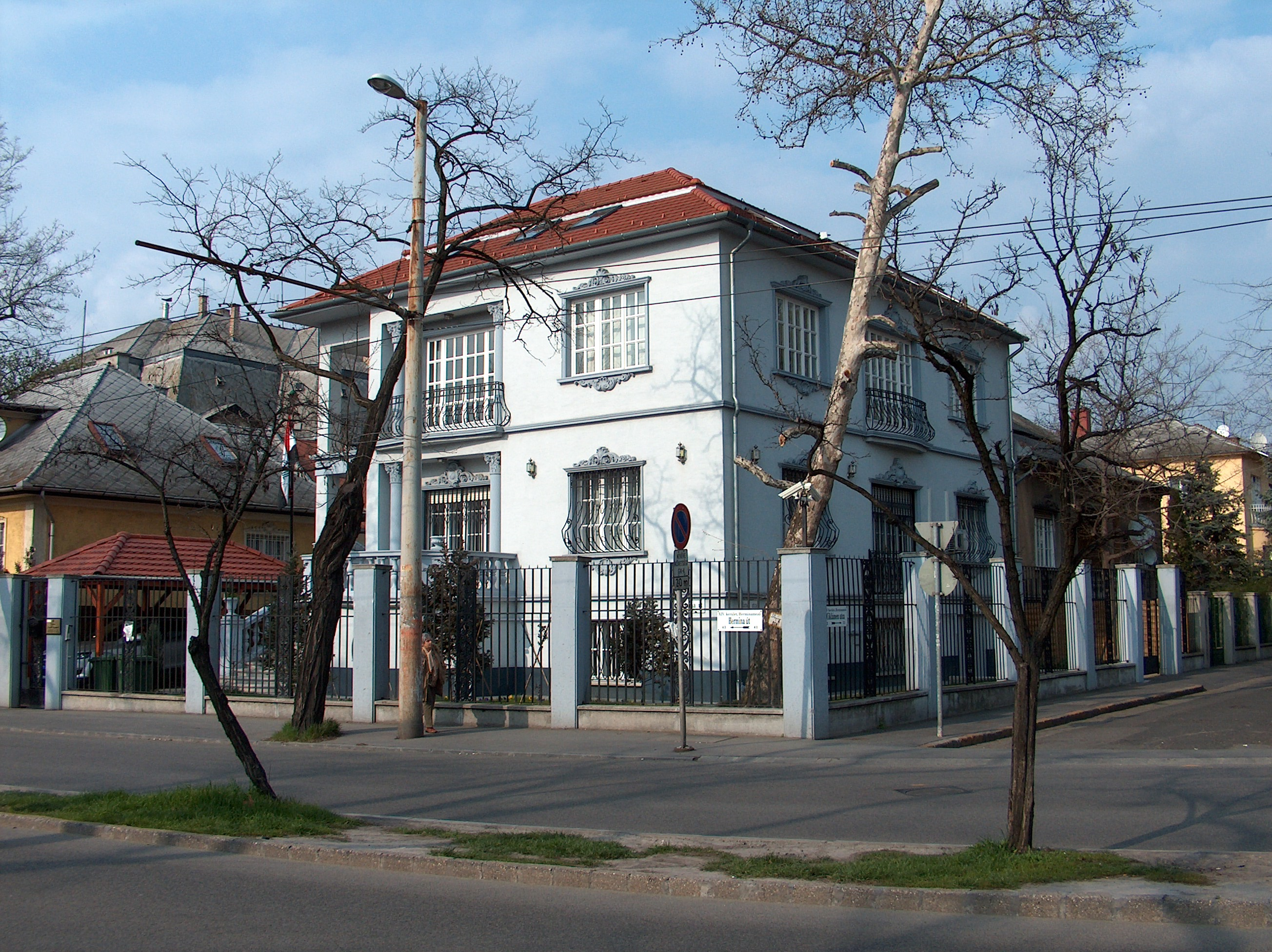
سفارت‌خانهٔ عراق در بوداپست
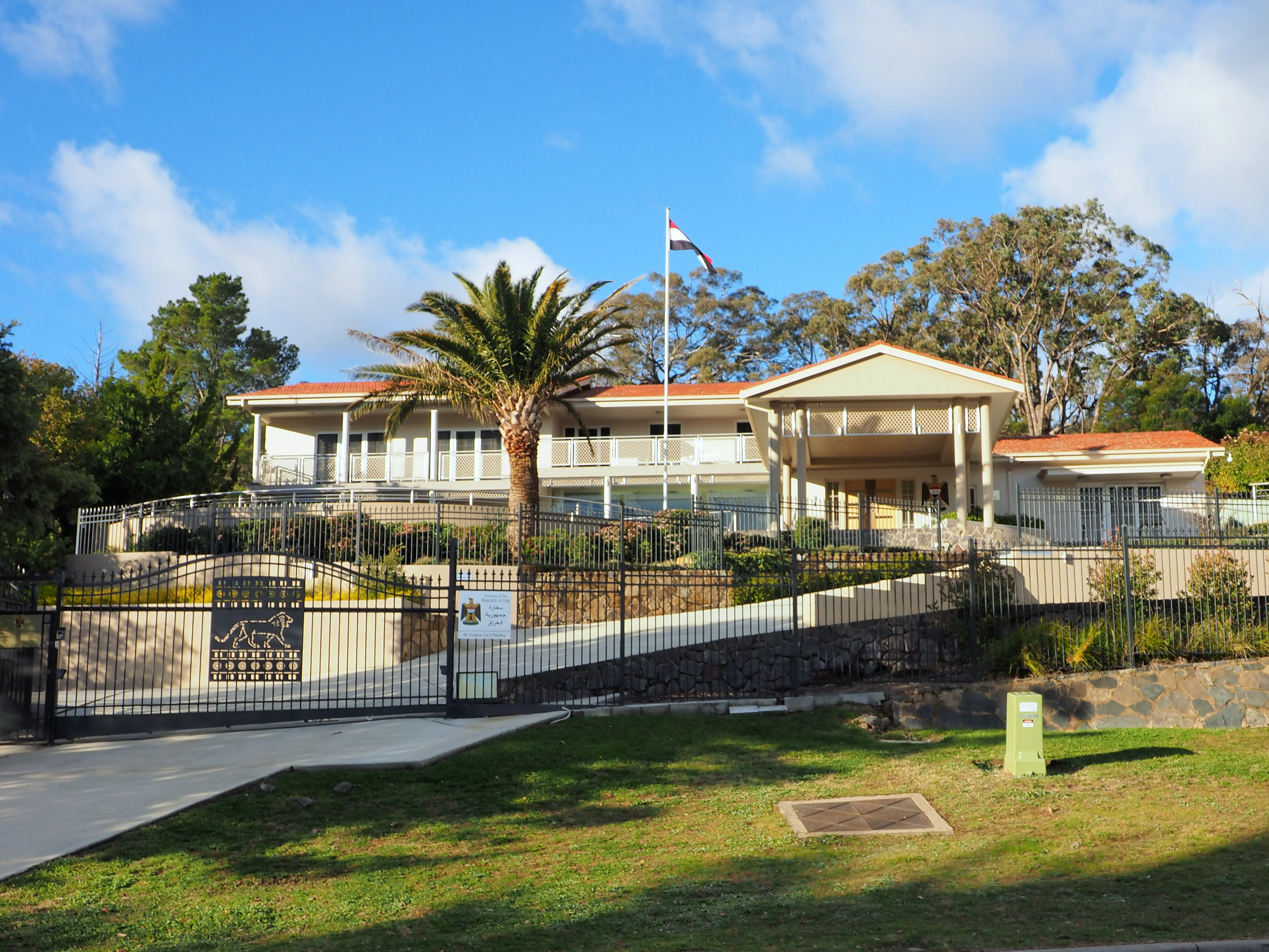
سفارت‌خانهٔ عراق در کانبرا
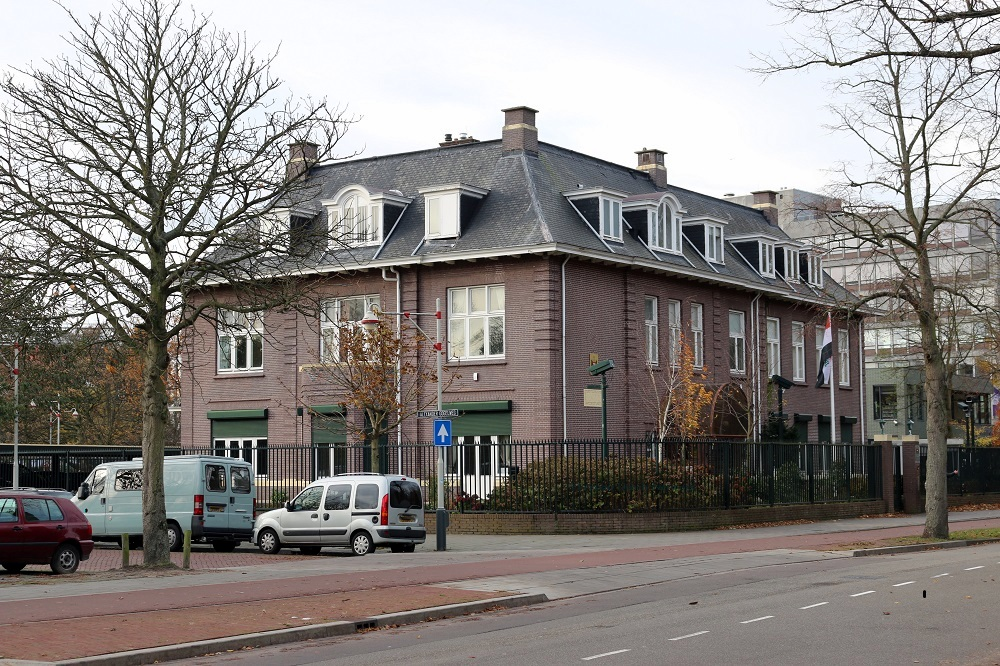
سفارت‌خانهٔ عراق در لاهه
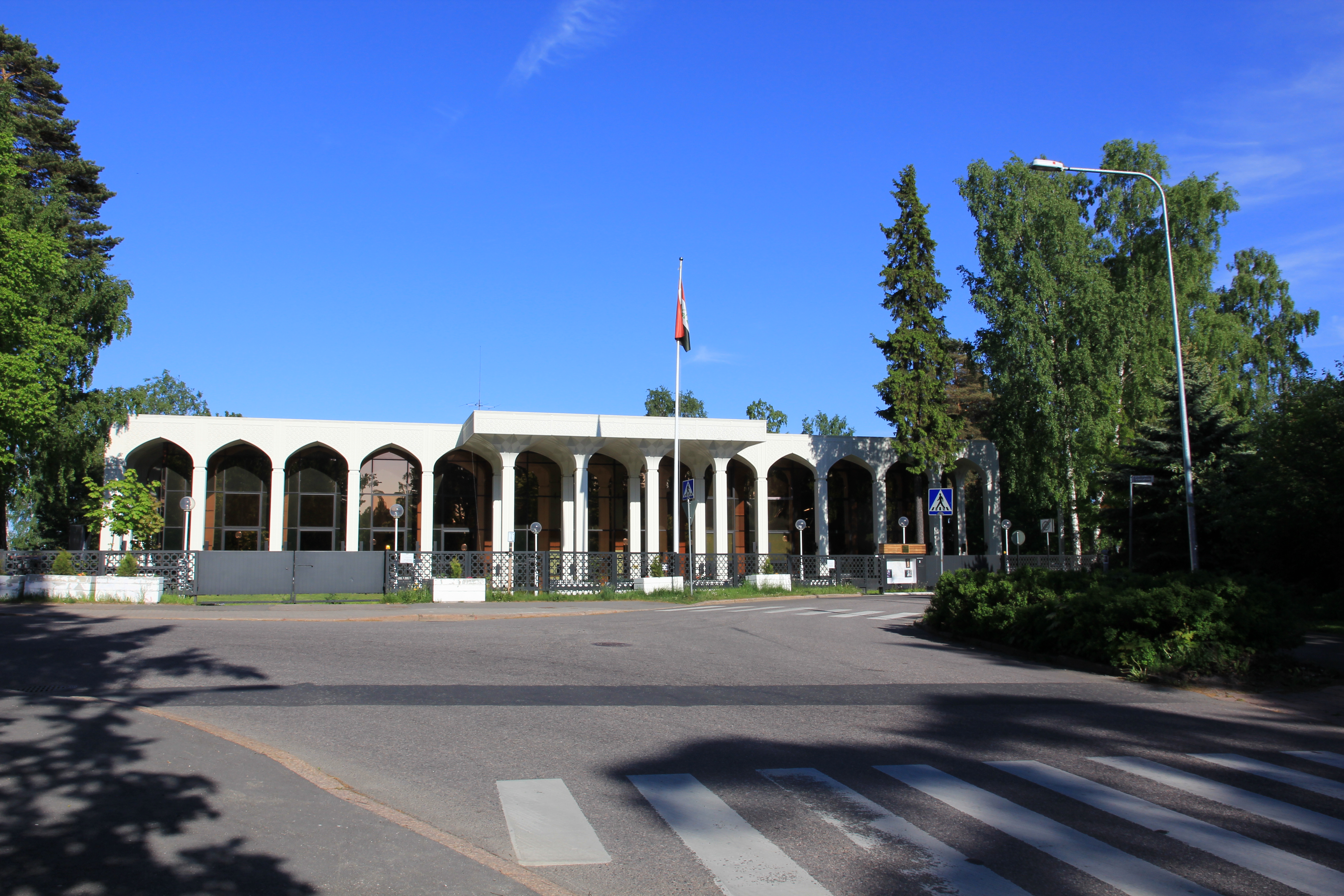
سفارت‌خانهٔ عراق در هلسینکی
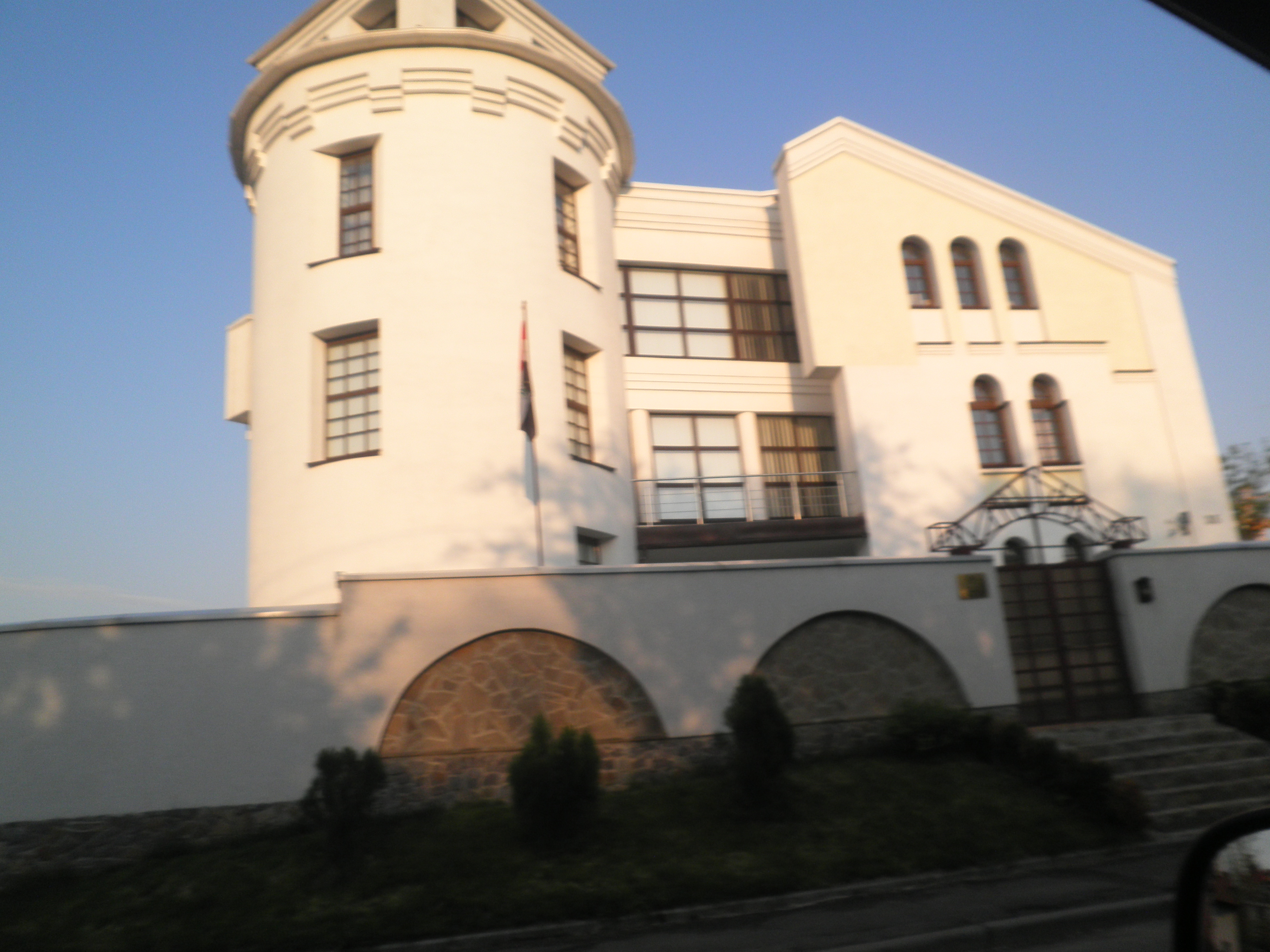
سفارت‌خانهٔ عراق در کی‌یف
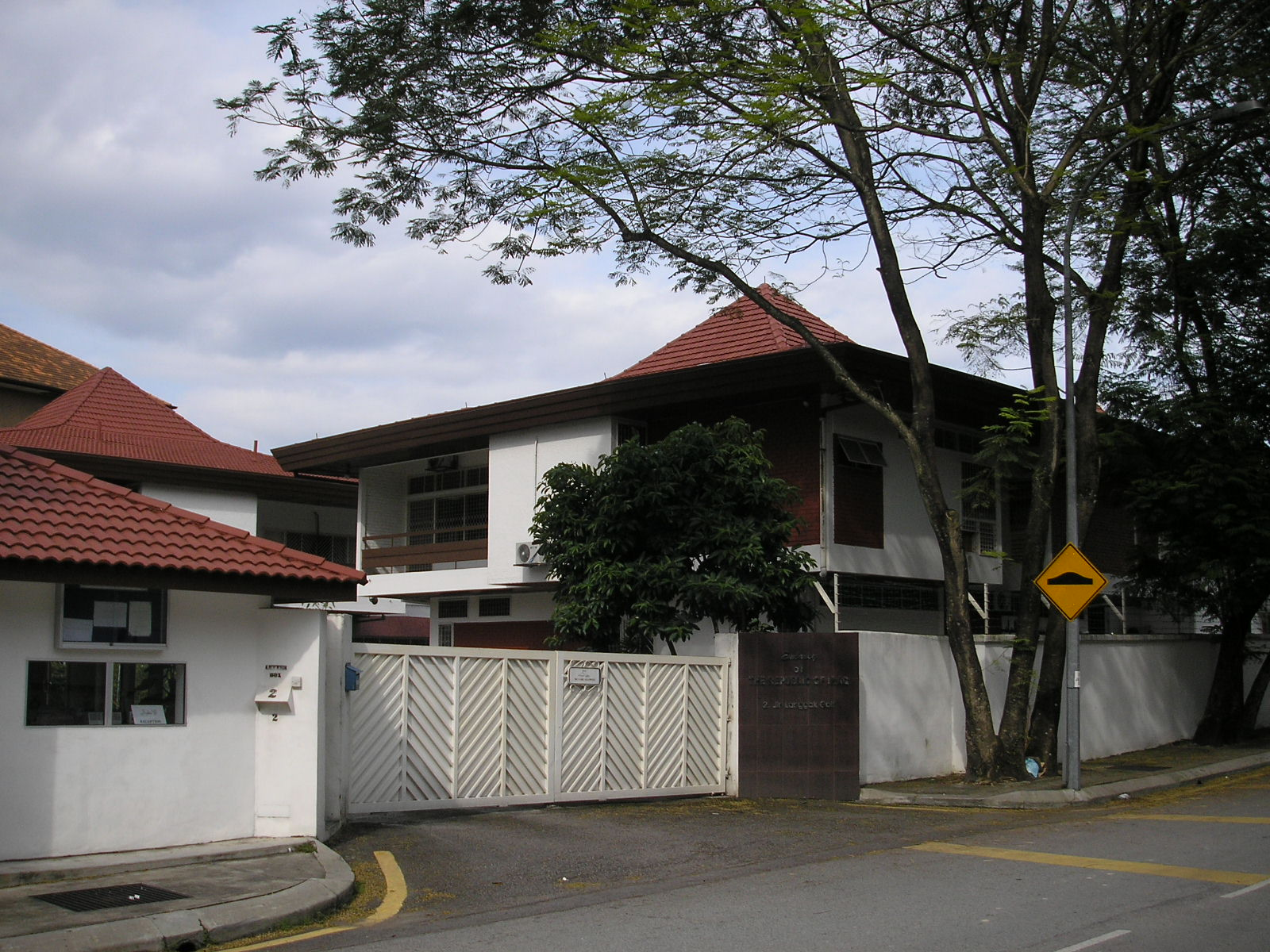
سفارت‌خانهٔ عراق در کوالا لامپور
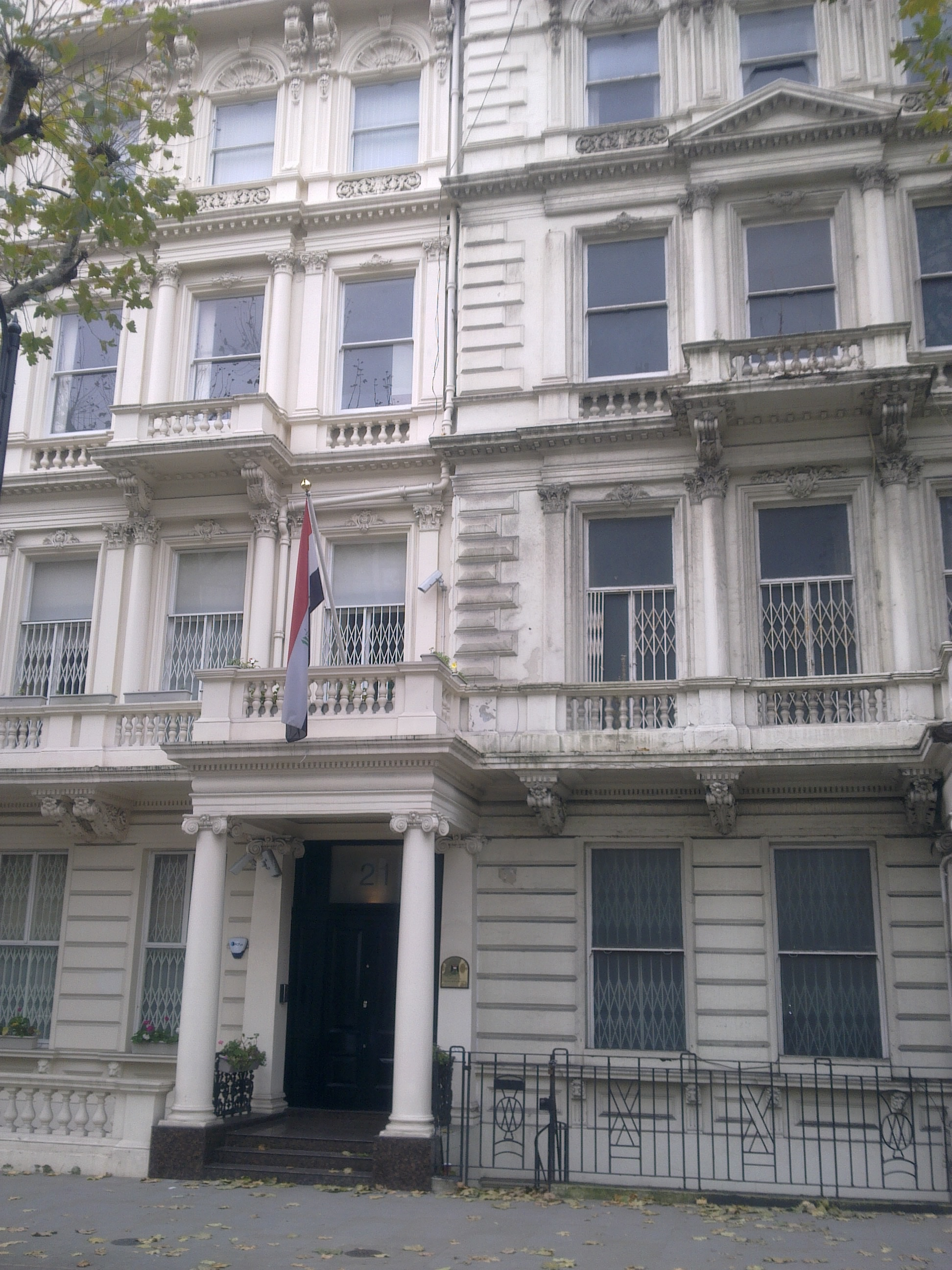
سفارت‌خانهٔ عراق در لندن
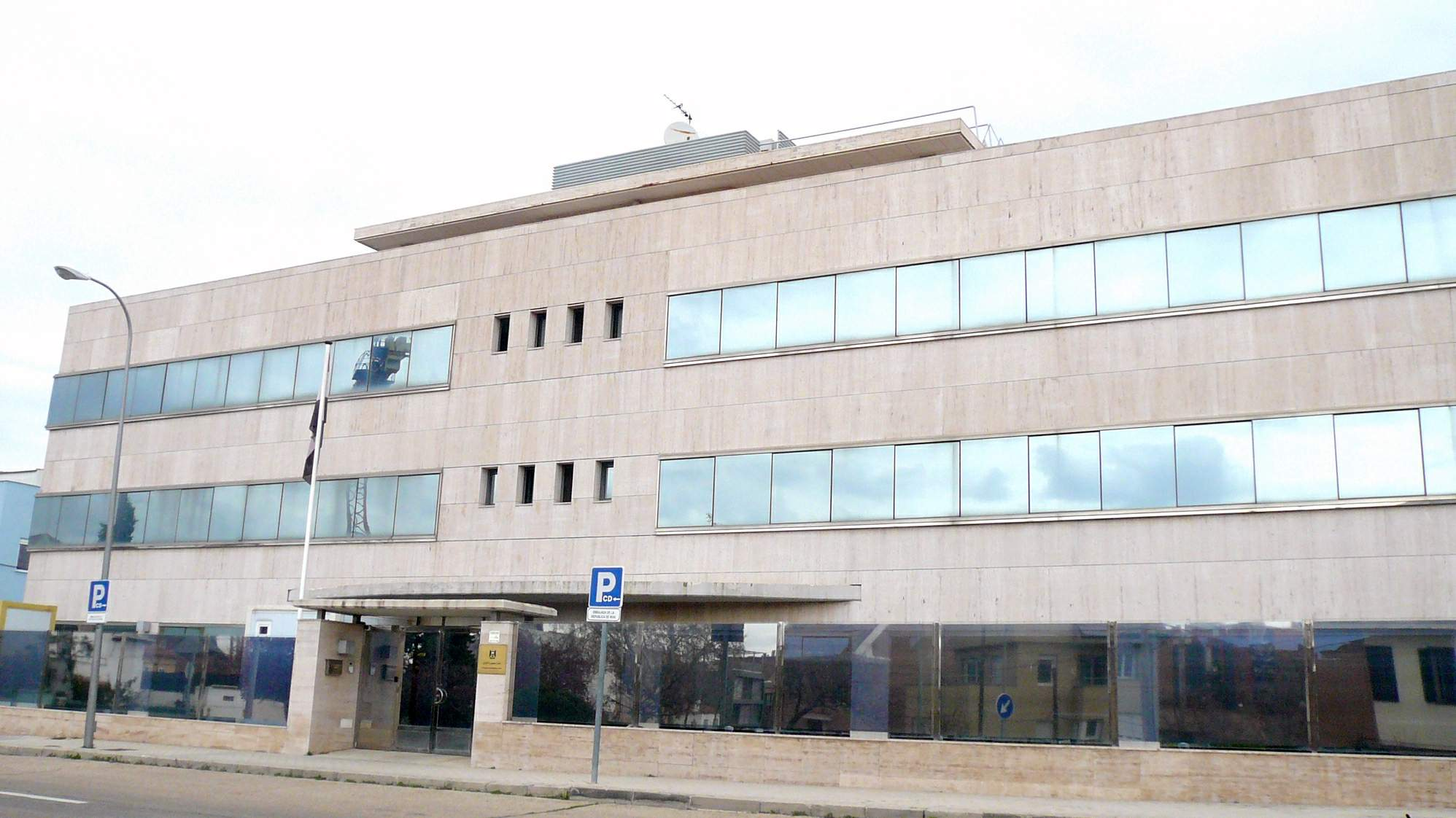
سفارت‌خانهٔ عراق در مادرید
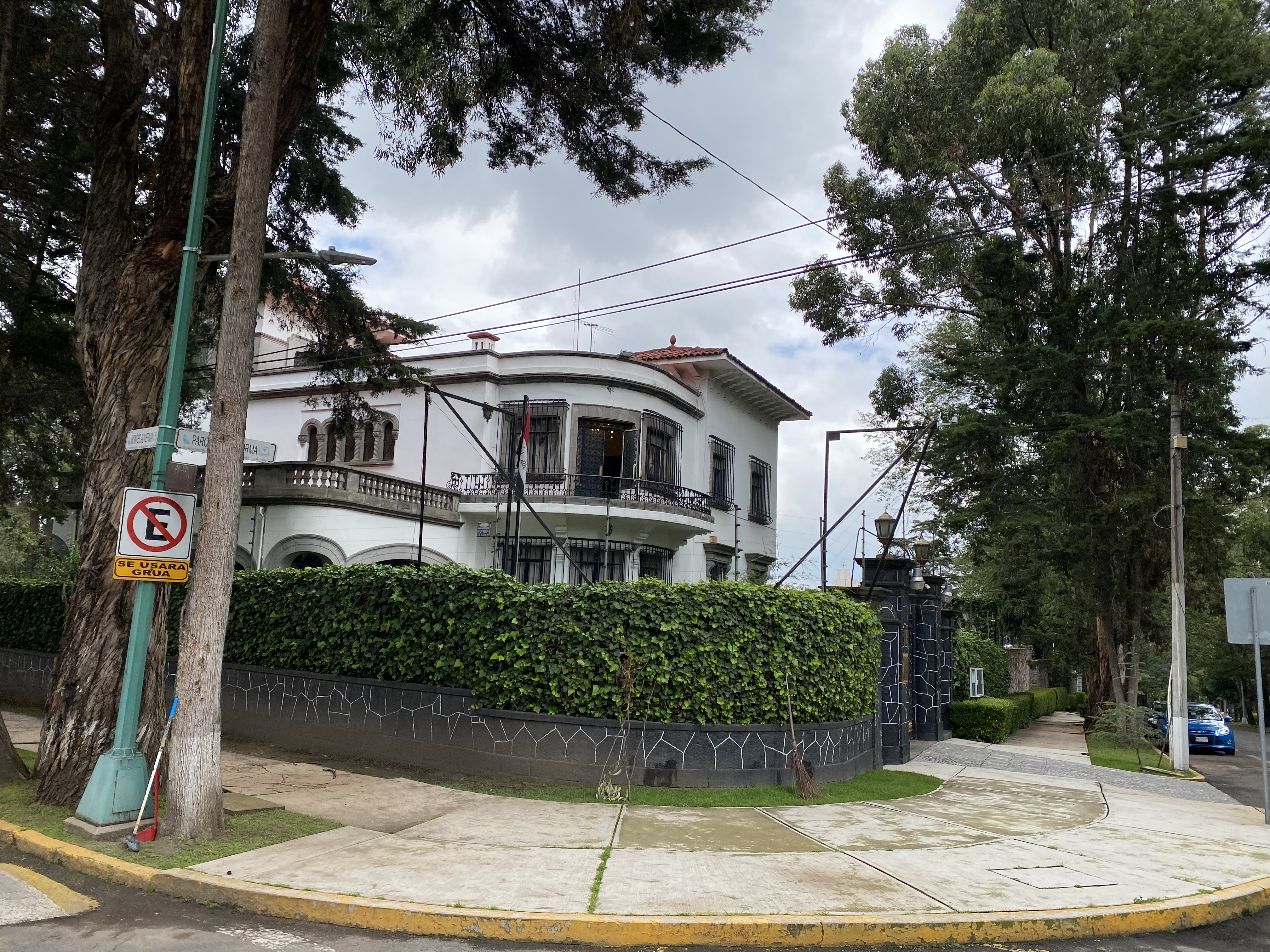
سفارت‌خانهٔ عراق در مکزیکوسیتی
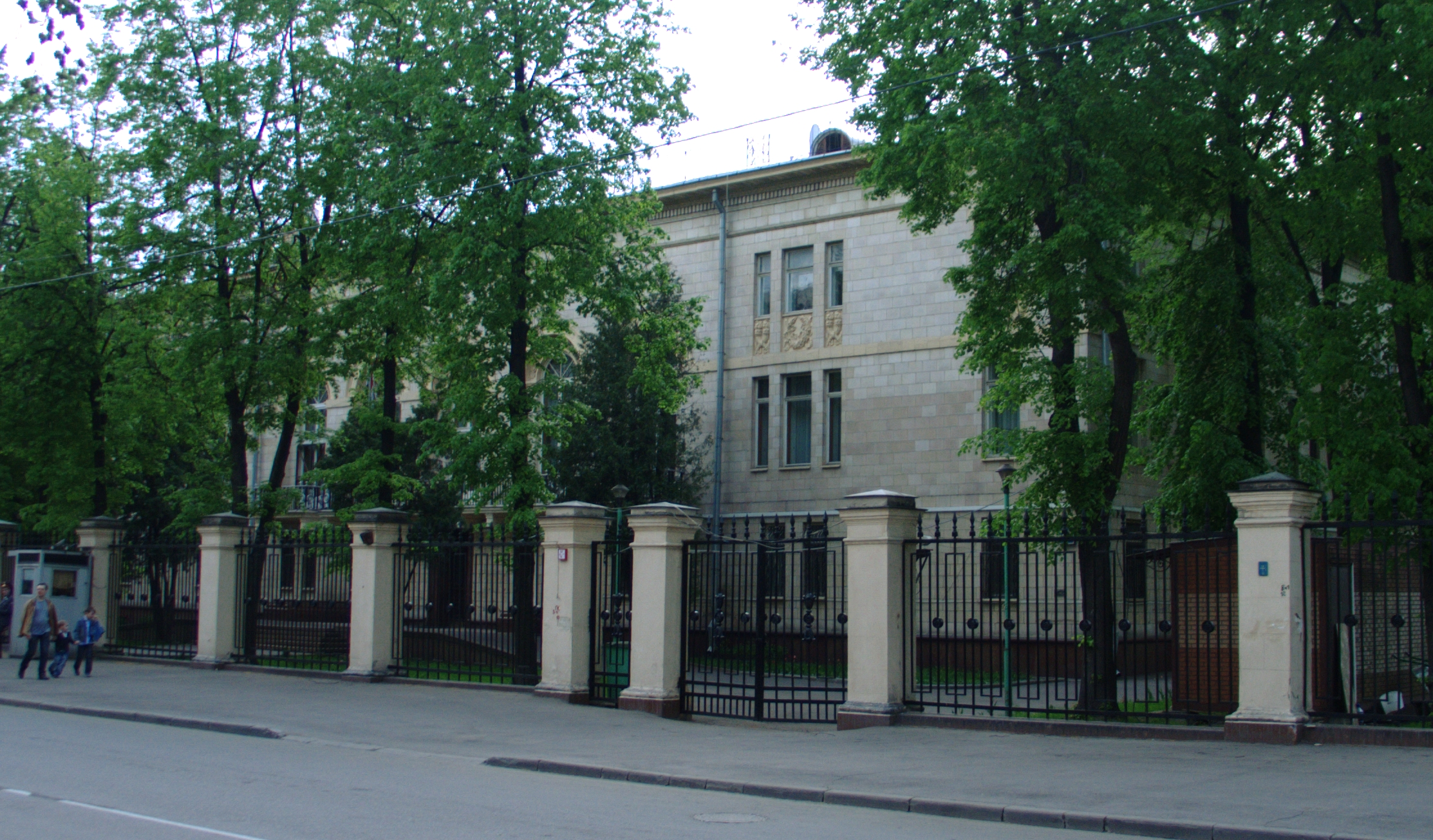
سفارت‌خانهٔ عراق در مسکو
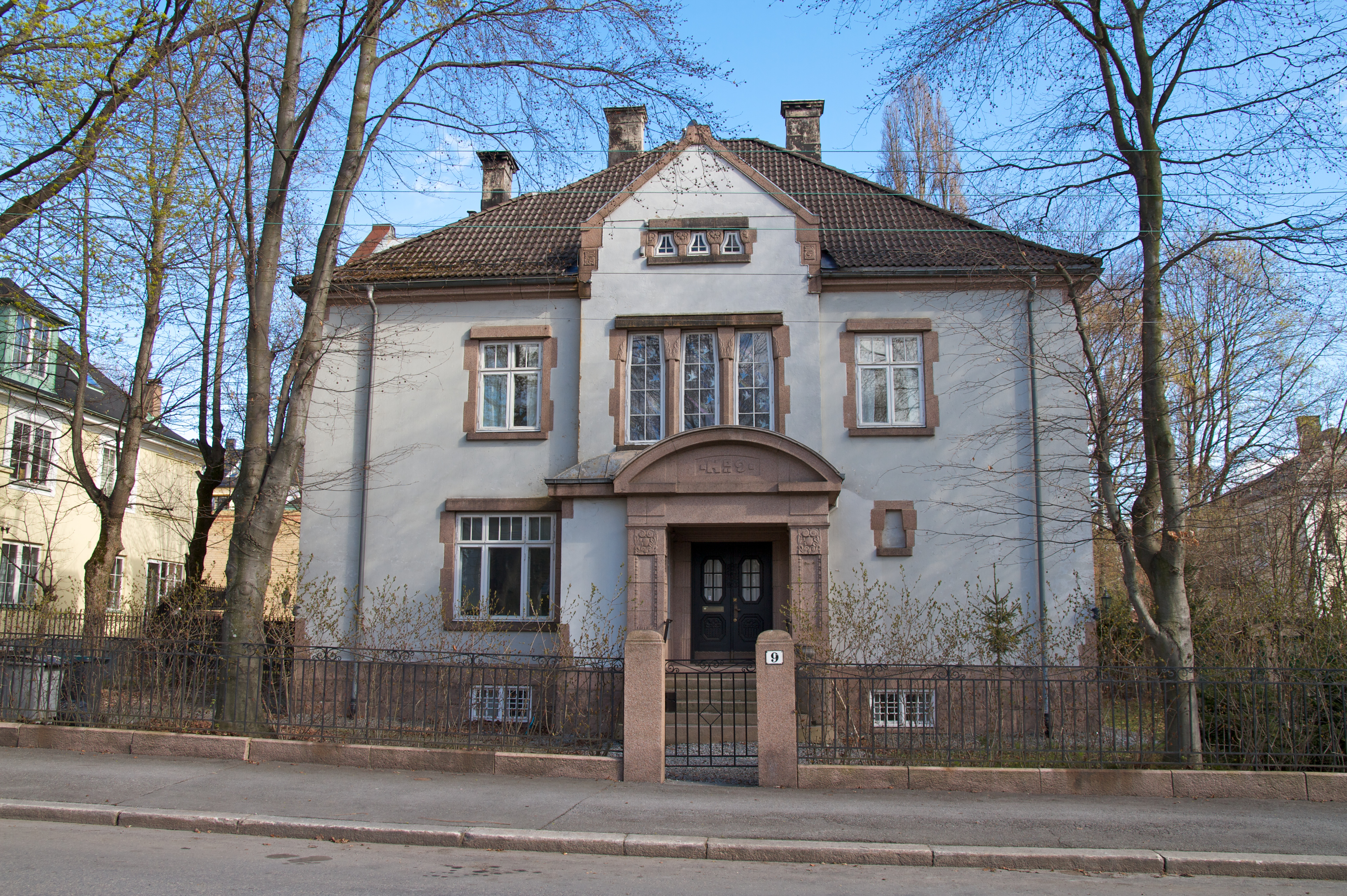
سفارت‌خانهٔ عراق در اسلو
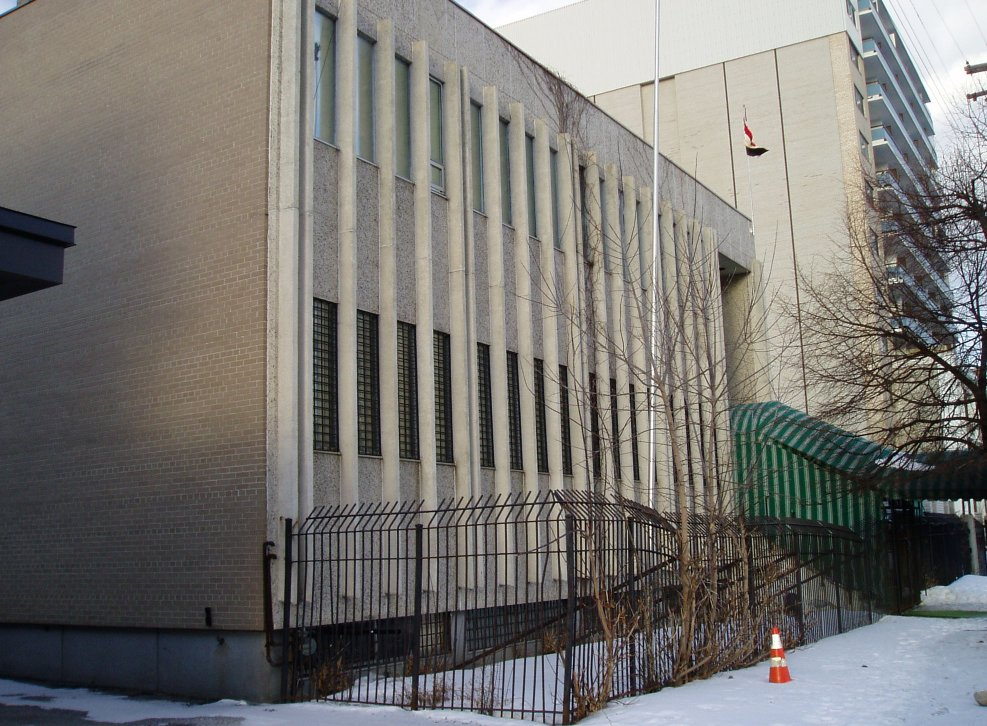
[[Embassy of Iraq in Ottawa|سفارت‌خانهٔ عراق در اتاوا
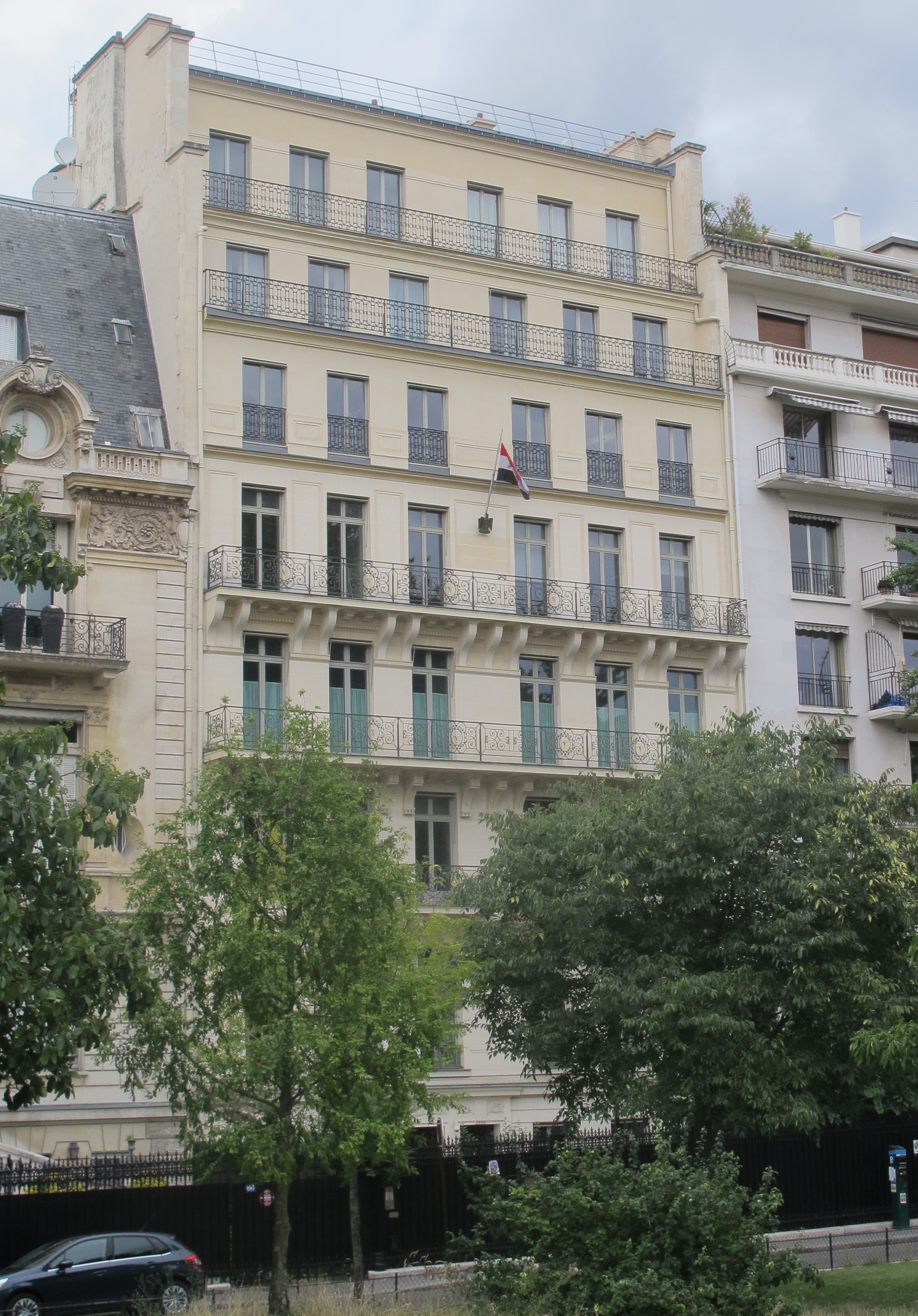
سفارت‌خانهٔ عراق در پاریس
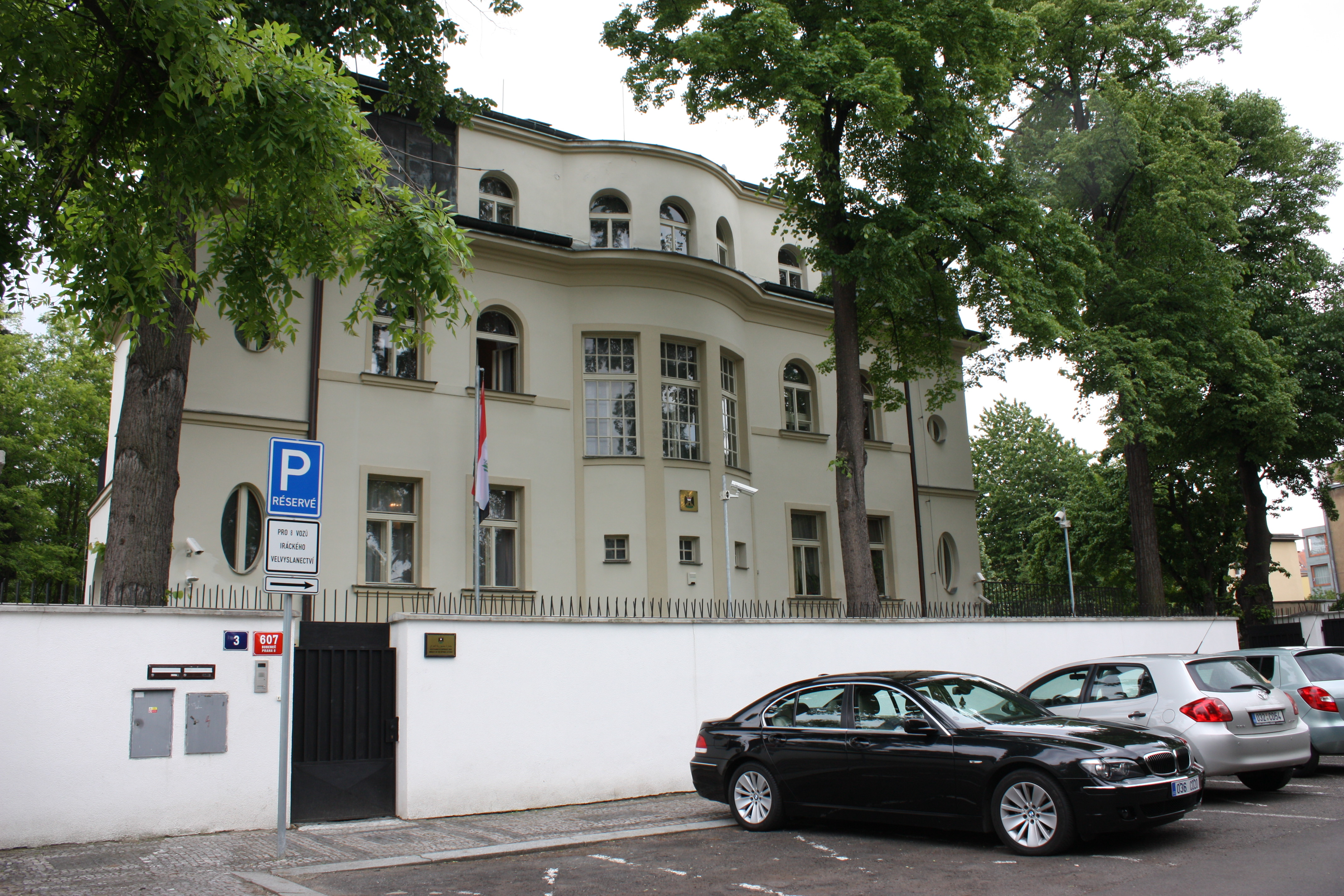
سفارت‌خانهٔ عراق در پراگ
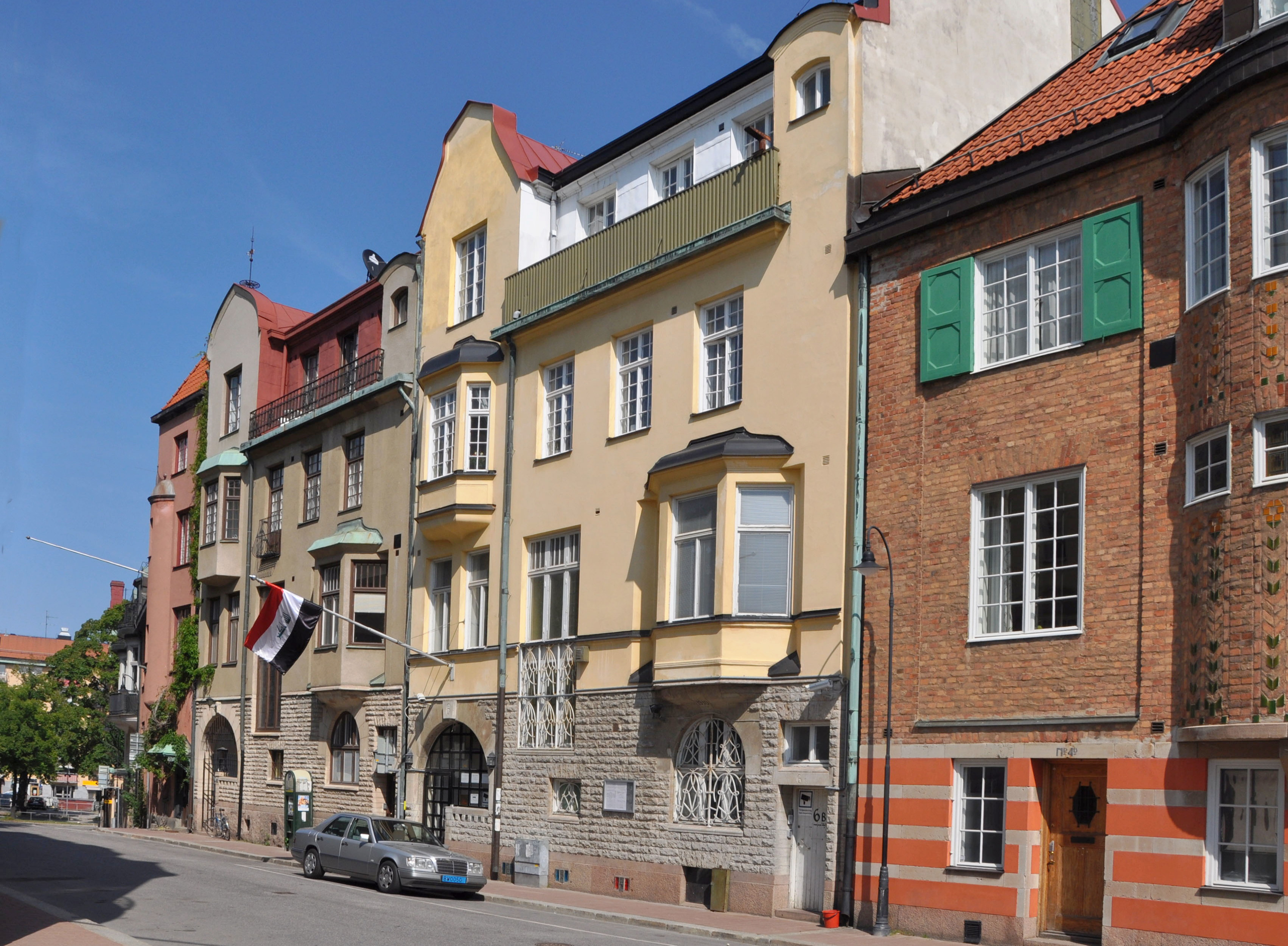
سفارت‌خانهٔ عراق در استکهلم
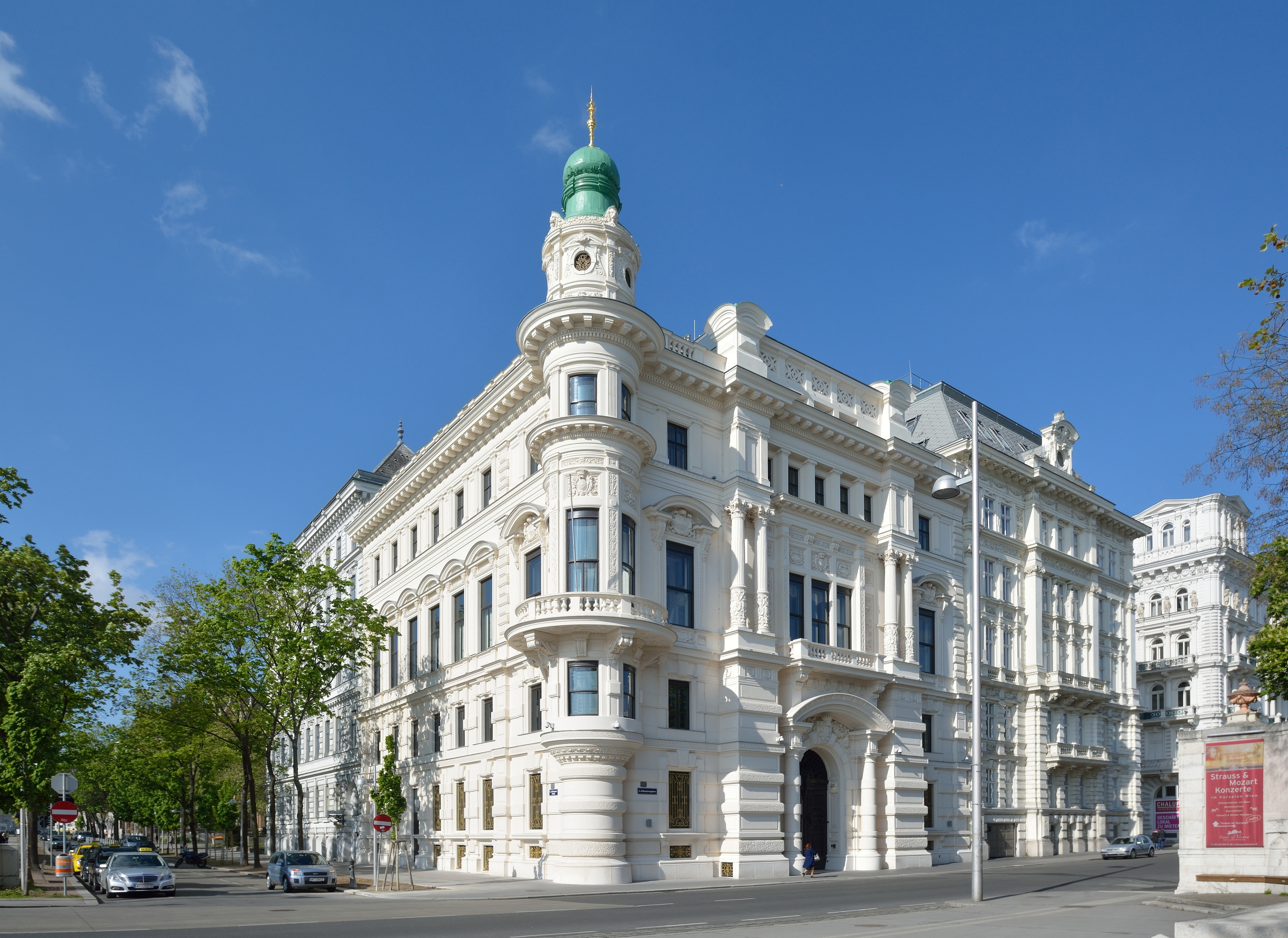
سفارت‌خانهٔ عراق در وین
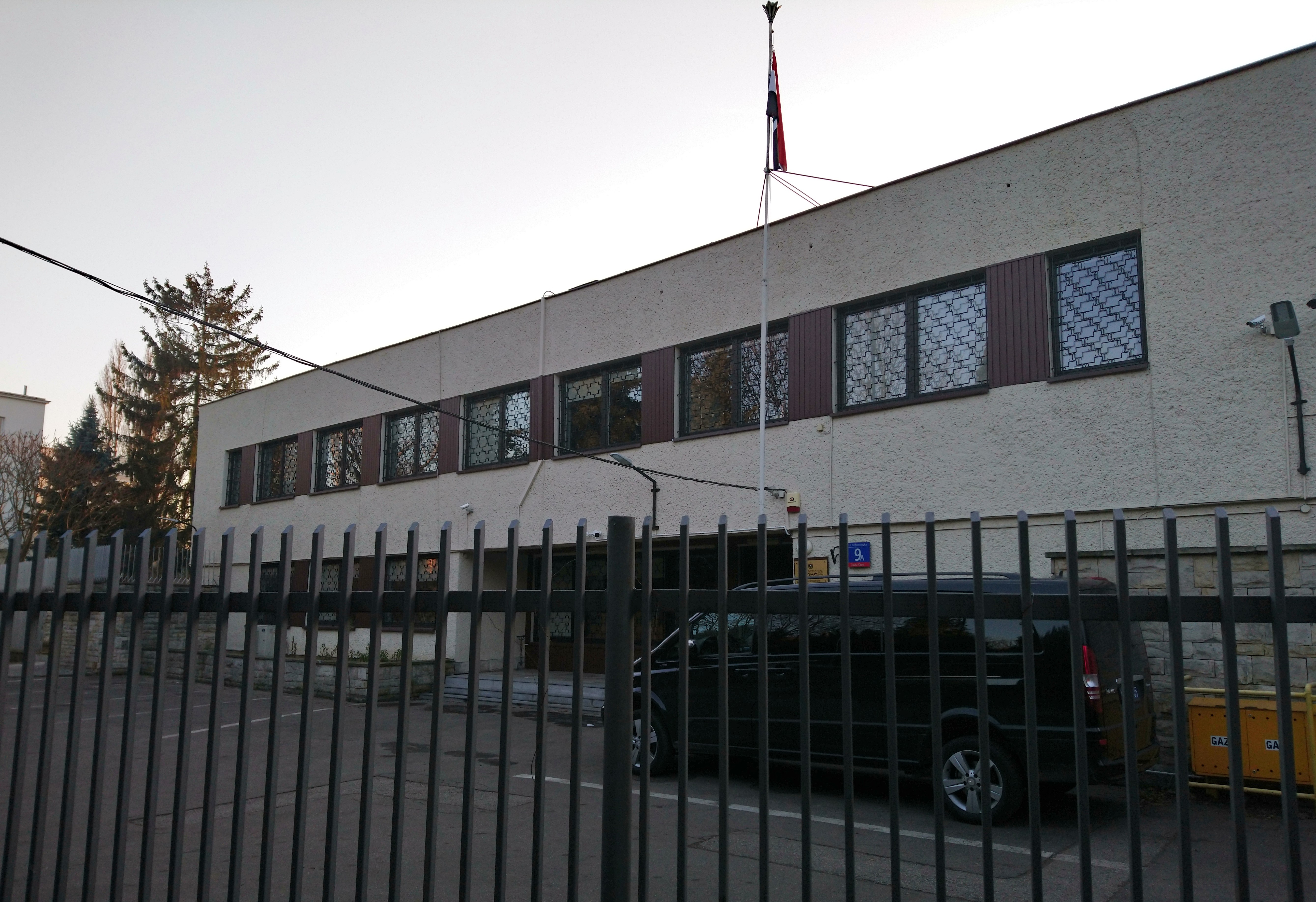
سفارت‌خانهٔ عراق در ورشو
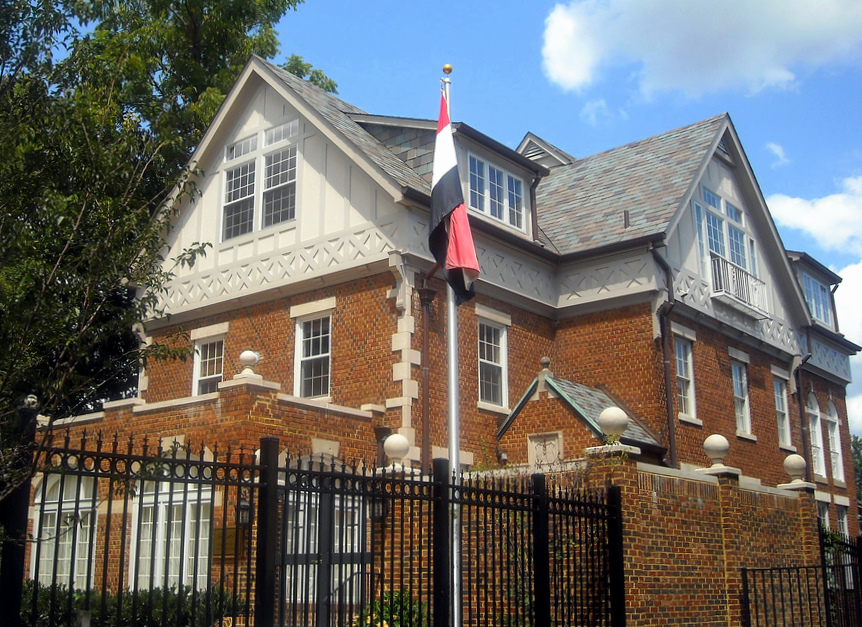
سفارت‌خانهٔ عراق در واشینگتن، دی.سی.

## سفارت‌های غیر مقیم
- آرژانتین (برازیلیا)
- آلبانی (آتن)
- آنگولا (پرتوریا)
- آنتیگوآ و باربودا (کاراکاس)
- باهاما (واشینگتن، دی.سی.)
- باربادوس (کاراکاس)
- بلاروس (مسکو)
- بلیز (مکزیکوسیتی)
- بنین (آبوجا)
- بولیوی (لیما)
- بوسنی و هرزگوین (بوداپست)
- بوتسوانا (پرتوریا)
- بورکینافاسو (داکار)
- بوروندی (نایروبی)
- کامرون (آبوجا)
- کیپ ورد (داکار)
- جمهوری آفریقای مرکزی (آبوجا)
- شیلی (برازیلیا)
- کامبوج (پکن)
- چاد (خارطوم)
- کومور (نایروبی)
- جزایر کوک (کانبرا)
- کلمبیا (کاراکاس)
- جمهوری کنگو (آبوجا)
- جمهوری دموکراتیک کنگو (آبوجا)
- کاستاریکا (مکزیکوسیتی)
- جمهوری دومینیکن (واشینگتن، دی.سی.)
- السالوادور (مکزیکوسیتی)
- گینه استوایی (آبوجا)
- استونی (هلسینکی)
- اکوادور (کاراکاس)
- اسواتینی (پرتوریا)
- گابن (آبوجا)
- گامبیا (داکار)
- گرنادا (کاراکاس)
- گواتمالا (مکزیکوسیتی)
- گویان (برازیلیا)
- گینه (داکار)
- گینه بیسائو (داکار)
- هائیتی (واشینگتن، دی.سی.)
- هندوراس (مکزیکوسیتی)
- ایسلند (اسلو)
- ساحل عاج (آبوجا)
- جمهوری ایرلند (لندن)
- جامائیکا (واشینگتن، دی.سی.)
- کیریباتی (مانیل)
- قرقیزستان (نورسلطان)
- لائوس (پکن)
- لتونی (استکهلم)
- لسوتو (پرتوریا)
- لیبریا (آبوجا)
- لیتوانی (کپنهاگ)
- ایالات فدرال میکرونزی (مانیل)
- جزایر مارشال (مانیل)
- مالاوی (پرتوریا)
- مالدیو (دهلی نو)
- مالی (داکار)
- موریس (پرتوریا)
- ماداگاسکار (پرتوریا)
- موناکو (پاریس)
- مغولستان (پکن)
- مونته‌نگرو (بلگراد)
- میانمار (جاکارتا)
- کره شمالی (پکن)
- نائورو (کانبرا)
- نپال (دهلی نو)
- کالدونیای جدید (پاریس)
- نیوزیلند (کانبرا)
- نیکاراگوئه (مکزیکوسیتی)
- نیجر (آبوجا)
- نیووی (کانبرا)
- مقدونیه شمالی (صوفیه)
- فلسطین (امان)
- پرو (برازیلیا)
- پاپوآ گینه نو (کانبرا)
- پاراگوئه (بوئنوس آیرس)
- رواندا (دارالسلام (تانزانیا)]])
- سان مارینو (رم)
- ساموآ (ولینگتون)
- جزایر سلیمان (کانبرا)
- سائوتومه و پرنسیپ (آبوجا)
- سنت کیتس و نویس (کاراکاس)
- سنت لوسیا (کاراکاس)
- سنت وینسنت و گرنادین‌ها (کاراکاس)
- سیشل (نایروبی)
- سیرالئون (داکار)
- سنگاپور (جاکارتا)
- اسلوونی (وین)
- سودان جنوبی (خارطوم)
- سومالی (نایروبی)
- تایلند (کوالا لامپور)
- تاجیکستان (کابل)
- ترکمنستان (تهران)
- توگو (آبوجا)
- تونگا (کانبرا)
- ترینیداد و توباگو (کاراکاس)
- تیمور شرقی (جاکارتا)
- تووالو (کانبرا)
- اوگاندا (نایروبی)
- اروگوئه (برازیلیا)
- وانواتو (کانبرا)
- ویتنام (پکن)
- زیمبابوه (پرتوریا)
- زامبیا (پرتوریا)